# Walow
Walow ist eine Gemeinde im Westen des Landkreises Mecklenburgische Seenplatte in Mecklenburg-Vorpommern (Deutschland). Sie wird vom Amt Malchow mit Sitz in der gleichnamigen Stadt verwaltet.

## Geografie
Die Gemeinde Walow liegt inmitten der Mecklenburgischen Seenplatte. Das bis zu 100 m ü. NN liegende wald- und seenreiche Gebiet um Walow liegt in zehn bis 15 Kilometer Entfernung zu den vier großen Seen (Müritz, Kölpinsee, Fleesensee und Plauer See), die in einem großen Bogen durch die Müritz-Elde-Wasserstraße verbunden sind. Die nächstgelegenen Städte sind Malchow, Waren (Müritz) und Röbel/Müritz. Die Gemeinde wird von der Landwirtschaft und einigen Gewerbebetrieben geprägt.
Ortsteile der Gemeinde sind Lexow, Lexow-Ausbau (Eingemeindung am 1. Januar 2005) und Strietfeld am Großen Kreßinsee.

## Geschichte
Walow wurde erstmals am 6. März 1255 urkundlich erwähnt, als der Schweriner Bischof Rudolf die Kapelle in Grüssow weihte. Am 2. Juli 1266 verlieh derselbe Bischof dem Magister Erpo in Schwerin zwei Hufen in Walow. Gutsbesitzer waren u. a. die Familien Gerslav von Walow, Pritzbuer von Kargow, Pritzbuer und Dubislav von Kelle, das Kloster Malchow, Gerhard von Berne und Machorius und Hildebrand von Lepzow, Thidericus Budde, Brüder von Grambow und Konrad von Havelberg. Sie verfügten in Walow über Höfe, Hufen und Mühlenrechte. 
Ab 1384 bis 1945 war die Familie von Flotow Besitzer und in den frühen Zeiten Inhaber des höchsten Gerichts in Walow. Bald bildete sich eine eigenständige genealogische Familienlinie von Flotow-Walow heraus. Spätestens mit Andreas Christoph von Flotow-Stuer, neben Walow Besitzer von zwölf weiteren Gütern. Er war mit Margarete von Beverneß-Lüsewitz verheiratet. Ihr Enkel Paschen Friedrich von Flotow (1664–1727) gibt mit seiner Ehefrau Christiane von Koppelow das Gut Walow weiterhin zum Hauptgut Stuer gehörig an Adam erbst von Flotow und deren Sohn Adam Philipp von Flotow weiter. Dieser vererbt Walow an Friedrich von Flotow-Walow (1771–1838), seines Zeichens Major a. D., liiert mit der Bürgerlichen Bernhardine Luise Dorothea Eckardt. Sie geben im Minorat Walow an den jüngsten Sohn Ernst Heinrich Wilhelm von Flotow (1808–1846). Hans Dietrich Ernst Karl von Flotow (1843–1926) galt als gut situiert und besaß Walow, Strietfeld, Woldzegarden und Jürgensthal, zusammen 2994 ha. Der Sohn Dietrich von Flotow (1888–1936), Rittmeister a. D. und Rechtsritter des Johanniterordens, und der Nachfahre Hans-Dietrich von Flotow waren die letzten Grundbesitzer.
Das imposante, neogotische Herrenhaus stammt von 1879, Bauherr war einst der oben genannte Hans von Flotow. Der Baukörper wurde um 2006 teilweise saniert, steht seitdem aber leer und verfällt.
Lexow wurde 1298 erstmals urkundlich erwähnt, als der Schweriner Bischof Gottfried I. von Bülow das Nonnenkloster der Büßerinnen aus der Neustadt Röbel nach Alt-Malchow verlegte. Das Gut gehörte dem Kloster Dobbertin, und es wurde seit 1918 als Staatsdomäne verpachtet. Neben diesem fiskalischen Besitz der Landwirtin Anna Beese mit einer Größe von 676 ha weist das 1928 letztmals amtlich publizierte Güter-Adressbuch Mecklenburg für Lexow noch sieben weitere Bauernhöfe der Familien Bielefeldt, Drews, Köhn, Voß und Weiser aus, im Mittelwert um die 17 ha Fläche. Das zweigeschossige Lexower Gutshaus stammt von 1874, in dem nach 1945 Flüchtlinge wohnten; danach bis 1990 Sitz der Gemeinde mit Schule, Konsum, Arztpraxis und Friseur. Es wurde 2007 zu einem Hotel umgebaut.

## Politik

### Gemeindevertretung und Bürgermeister
Der Gemeinderat besteht (inkl. Bürgermeister) aus 6 Mitgliedern. Die Wahl zum Gemeinderat am 26. Mai 2019 hatte folgende Ergebnisse:
| Partei/Bewerber                            | Prozent | Sitze |
| ------------------------------------------ | ------- | ----- |
| Unabhängige Wählergemeinschaft Walow/Lexow | 68,35   | 4     |
| Wählergruppe Walow                         | 31,65   | 2     |

Bürgermeister der Gemeinde ist Heinz Gerull, er wurde mit 70,00 % der Stimmen  gewählt.

### Wappen
| Wappen von Walow | Blasonierung: „In Silber ein linker blauer Pfahlfaden, begleitet vorn von einer dreistufigen roten Giebelfront eines Hauses mit vier pfahlweise angeordneten schwarzen Rundbogenfenstern, in den mittleren eine silberne Säule.“ |
| Wappen von Walow | Wappenbegründung: In dem Wappen verweist die Giebelfront auf das Herrenhaus (Schloss) der Familie von Flotow. Der Pfahlfaden soll den Wasserreichtum der Umgebung versinnbildlichen. Das Wappen wurde von dem Neubrandenburger Lothar Herpich gestaltet. Es wurde am 10. Juli 1992 durch das Ministerium des Innern genehmigt und unter der Nr. 61 der Wappenrolle des Landes Mecklenburg-Vorpommern registriert. |

### Flagge
Die Flagge wurde am 27. Juni 1995 durch das Ministerium des Innern genehmigt.
Die Flagge ist quer zur Längsachse des Flaggentuchs von Weiß, Blau und Weiß gestreift. Der weiße Streifen am Liek nimmt drei Fünftel, der blaue Streifen nimmt ein Sechstel und der weiße Streifen am Flugsaum sieben Dreißigstel der Länge des Flaggentuchs ein. Der weiße Streifen am Liek ist in der Mitte mit der Figur des Gemeindewappens belegt: mit einer dreistufigen roten Giebelfront eines Hauses mit vier pfahlweise angeordneten schwarzen Rundbogenfenstern, in den mittleren eine weiße Säule. Die Figur nimmt acht Neuntel der Höhe des Flaggentuchs ein. Die Länge des Flaggentuchs verhält sich zur Höhe wie 5:3.

### Dienstsiegel
Das Dienstsiegel zeigt das Gemeindewappen mit der Umschrift „• GEMEINDE WALOW •“.

## Sehenswürdigkeiten
- neugotisches zweigeschossiges Herrenhaus (Schloss) Walow  von 1872 der Familie von Flotow und Flotow-Mausoleum neben der Kirche.
- Dorfkirche Walow: Verputzter Fachwerkbau von 1845 mit Dachturm
- Dorfkirche Lexow: Saalkirche aus Feldstein von um 1400 mit einer 300 Jahre alten Kanzel; neugotischer schmaler Turm aus Backstein von 1888.
- Polygonaldolmen von Lexow östlich vom Ort von um 3500 und 2800 v. Chr. als Großsteingrab der Trichterbecherkultur.

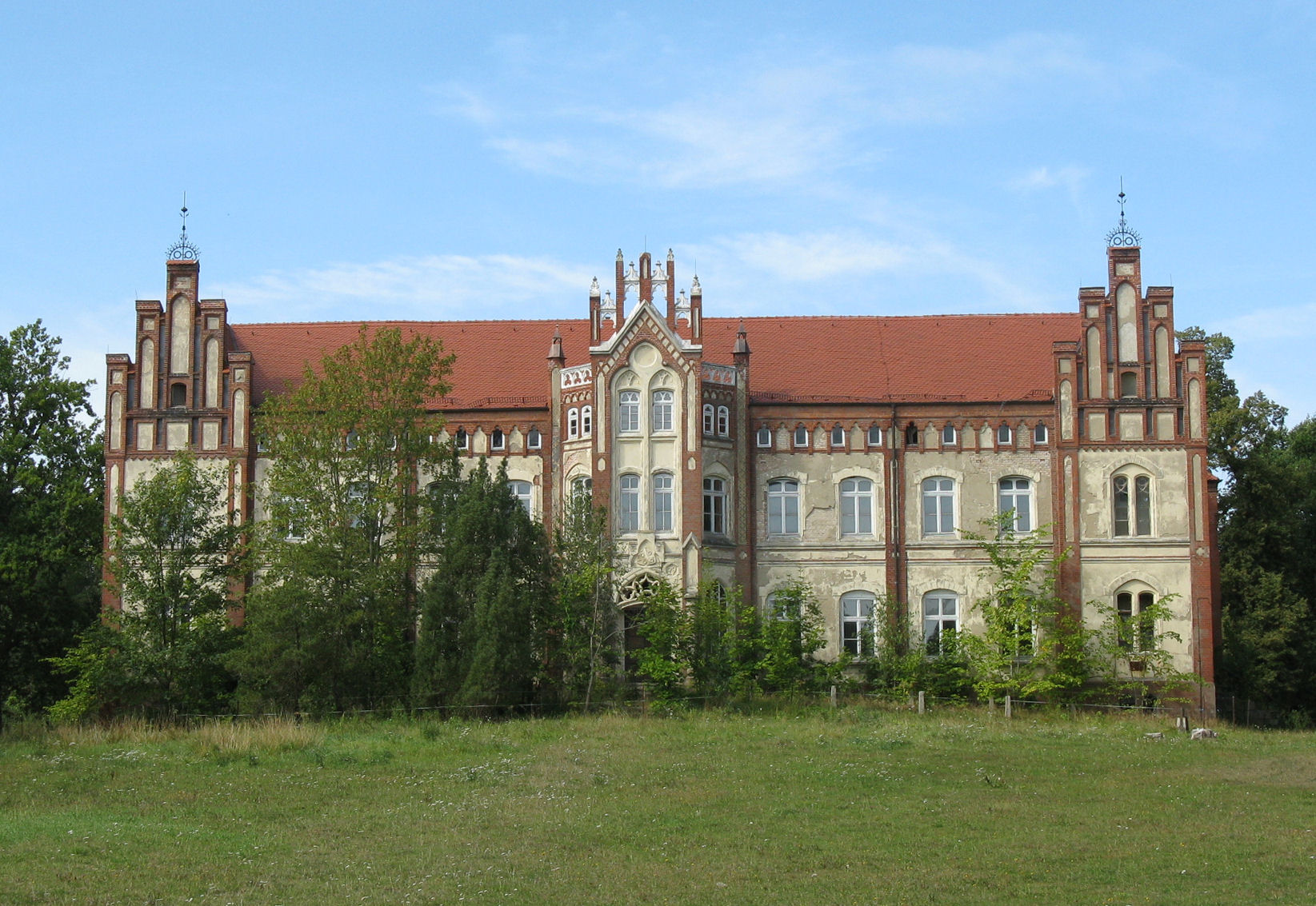
Herrenhaus in Walow
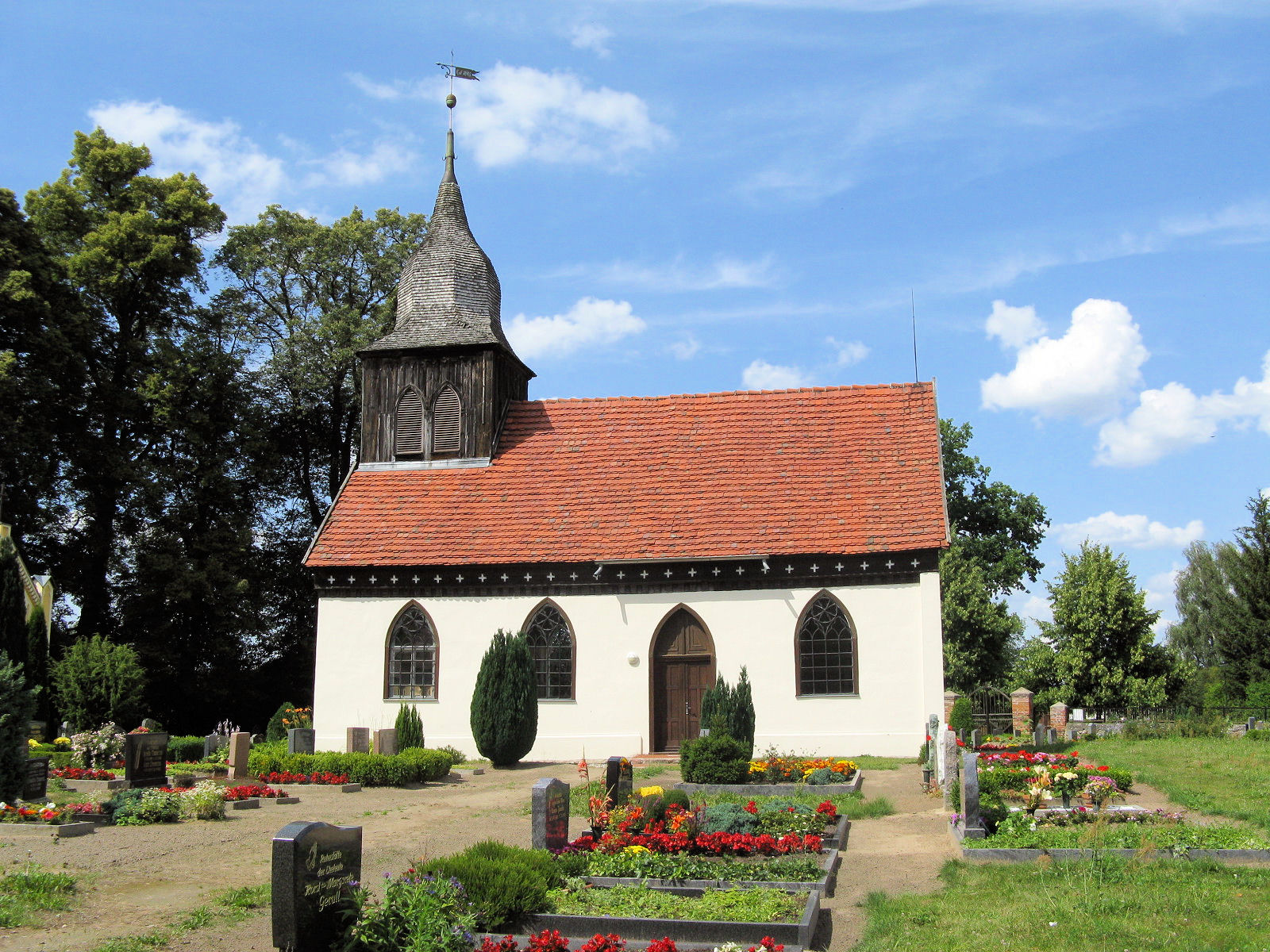
Dorfkirche Walow
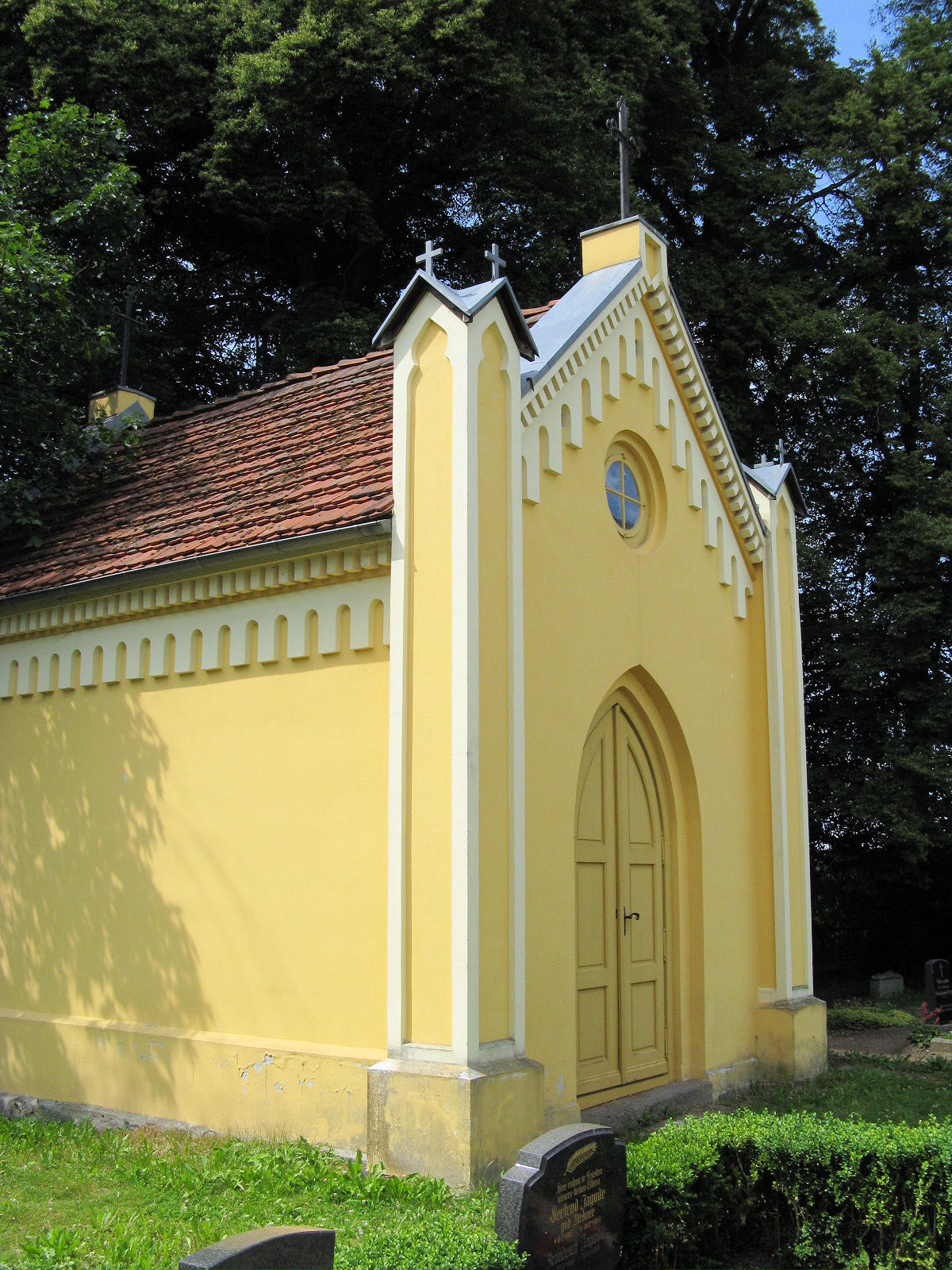
Kapelle auf dem Walower Kirchhof
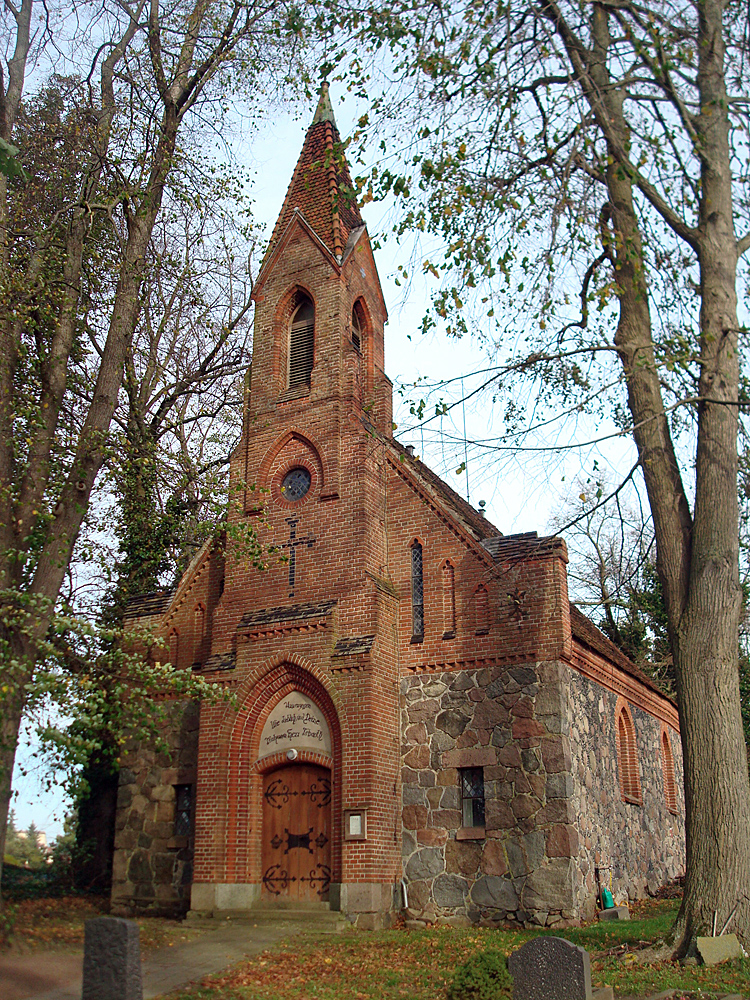
Dorfkirche Lexow
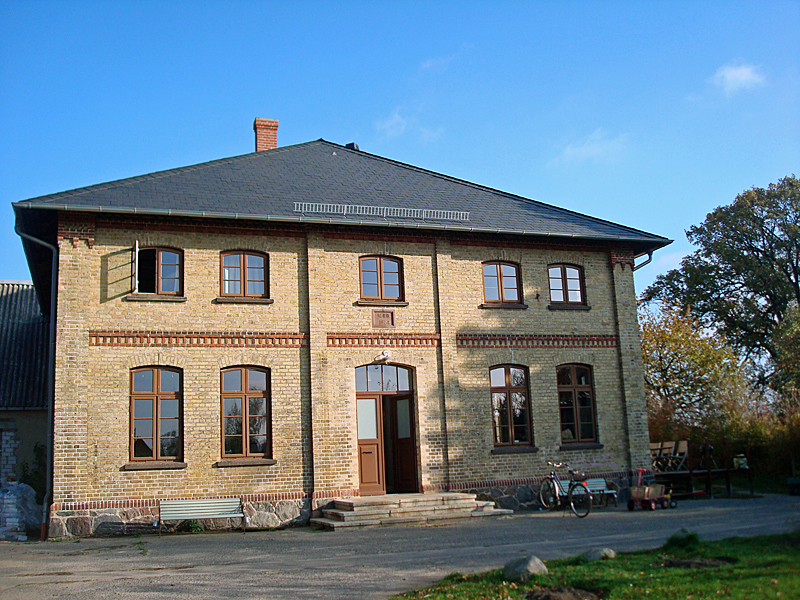
Gutshaus Lexow
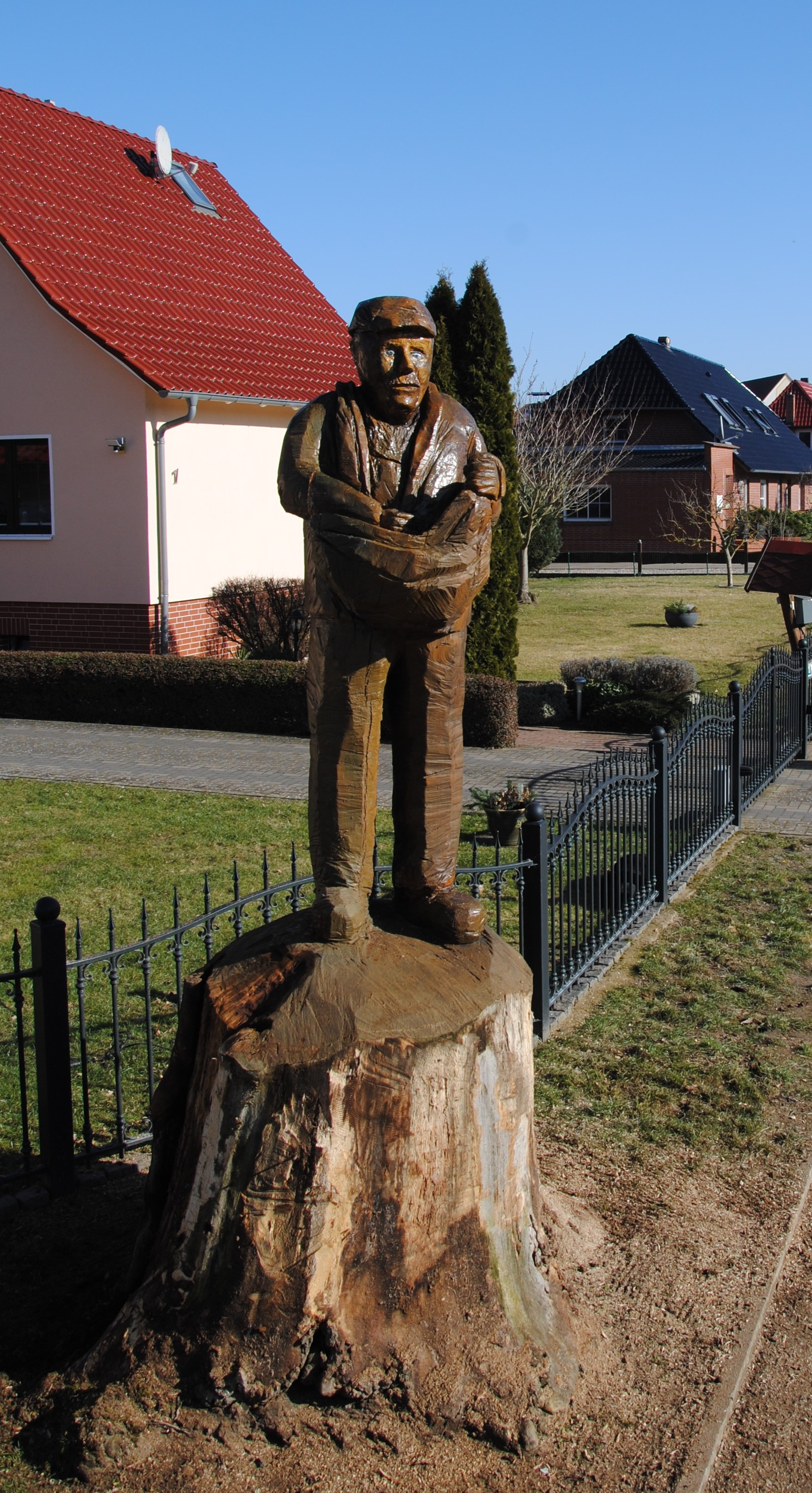
Kleidons Sämann, Wahrzeichen Walows
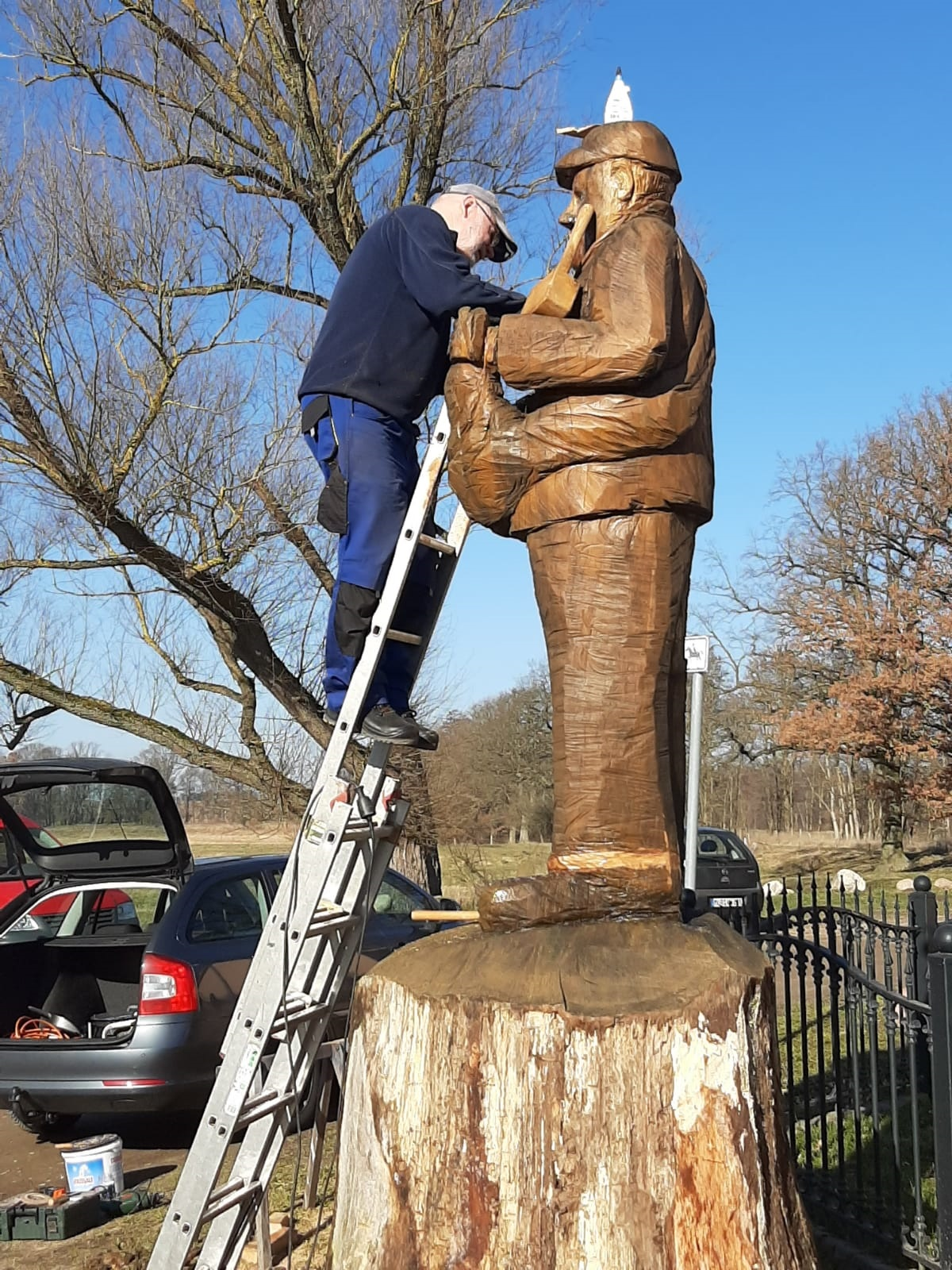
Reparatur

## Verkehrsanbindung
Von Walow aus führen Verbindungsstraßen in die umliegenden Städte Malchow, Waren (Müritz) und Röbel/Müritz sowie zu den Autobahn-Anschlussstellen Waren und Röbel an der Bundesautobahn 19 (Berlin – Rostock). Der nächste Bahnhof befindet sich in Malchow (Bahnlinie von Waren (Müritz) über Lübz nach Parchim).

## Persönlichkeiten
- Berndt Seite (* 1940), 1964 bis 1990 in Walow ansässiger Tierarzt, von 1992 bis 1998 Ministerpräsident (CDU) von Mecklenburg-Vorpommern